# Wolsingham
Wolsingham est une ville anglaise située dans le comté de Durham, au Royaume-Uni. En 2011, sa population était de 2 720 habitants.

## Jumelage
- Poix-de-Picardie (France) depuis 2003[2],[3]